# Водіна (Міннесота)
Водіна (англ. Wadena) — місто (англ. city) в США, в округах Водена і Оттер-Тейл штату Міннесота. Населення — 4325 осіб (2020).

## Географія
Водіна розташована за координатами 46°26′50″ пн. ш. 95°7′36″ зх. д. / 46.44722° пн. ш. 95.12667° зх. д. (46.447194, -95.126697).  За даними Бюро перепису населення США в 2010 році місто мало площу 13,93 км², з яких 13,93 км² — суходіл та 0,01 км² — водойми.

## Демографія
Згідно з переписом 2010 року, у місті мешкало 4088 осіб у 1840 домогосподарствах у складі 1013 родин. Густота населення становила 293 особи/км².  Було 2010 помешкань (144/км²).
Расовий склад населення:
| - 95,6 % — білих - 1,6 % — чорних або афроамериканців - 0,4 % — азіатів - 0,3 % — корінних американців |

До двох чи більше рас належало 1,8 %. Частка іспаномовних становила 1,4 % від усіх жителів.
За віковим діапазоном населення розподілялося таким чином: 22,1 % — особи молодші 18 років, 54,9 % — особи у віці 18—64 років, 23,0 % — особи у віці 65 років та старші. Медіана віку мешканця становила 42,0 року. На 100 осіб жіночої статі у місті припадало 89,7 чоловіків;  на 100 жінок у віці від 18 років та старших — 85,3 чоловіків також старших 18 років.
Середній дохід на одне домашнє господарство  становив 45 327 доларів США (медіана — 34 342), а середній дохід на одну сім'ю — 52 775 доларів (медіана — 47 996). Медіана доходів становила 45 118 доларів для чоловіків та 28 849 доларів для жінок. За межею бідності перебувало 23,8 % осіб, у тому числі 35,5 % дітей у віці до 18 років та 13,9 % осіб у віці 65 років та старших.
Цивільне працевлаштоване населення становило 1766 осіб. Основні галузі зайнятості: виробництво — 24,6 %, роздрібна торгівля — 18,9 %, освіта, охорона здоров'я та соціальна допомога — 15,6 %.